# Elke Van den Brandt
Elke Van den Brandt, née le 21 février 1980 à Borgerhout, est une femme politique belge écologiste, membre de Groen. Elle est ministre de la Mobilité, des Travaux publics et de la Sécurité routière au sein du gouvernement de la région de Bruxelles-Capitale depuis le 18 juillet 2019.

## Biographie
Elke Van den Brandt est née le 21 février 1980 à Borgerhout.
Elle est licenciée en sciences de l'information et de la communication de la Vrije Universiteit Brussel en 2002. Elle est collaboratrice scientifique depuis 2004 dans la même université où elle étudie les obstacles que les hommes et les femmes peuvent rencontrer au cours de leur carrière académique ,. 
De septembre 2009 à juillet 2014, elle préside l'organisation non gouvernementale UCOS spécialisée dans la coopération au développement. 
Elke Van den Brandt est mariée, a deux enfants et vit à Ganshoren.

### Parlementaire
Militante d'Agalev, devenu Groen, elle accède au Parlement bruxellois en 2009, à la suite de Bruno De Lille, devenu ministre du gouvernement bruxellois. Elle est réélue en 2014. 
Au Parlement bruxellois, elle se spécialise dans les dossiers liés au logement, au travail, à l'éducation et à la pauvreté.
Entre 2014 et 2019 elle choisit d'abandonner son mandat au parlement bruxellois et est députée au parlement flamand. Aux élections régionales du 26 mai 2019, elle figure en tête de la liste Groen à la Région bruxelloise. La liste obtient quatre sièges, devenant la première formation néerlandophone de la capitale. Élue avec 4 320 voix, Elke Van den Brandt devient formatrice régionale chargée de trouver une majorité du côté néerlandophone. 

### Groen
En 2013, elle est vice-présidente de Groen avec Wouter Van Besien à la présidence. 
En 2014, elle se présente à la présidence de Groen avec Wouter De Vriendt. Elle obtient 40% des votes et c'est Meyrem Almaci qui est finalement élue,.  

### Conseillère communale
En 2018, elle est également élue conseillère communale de Ganshoren. Elle abandonne cette fonction en devenant ministre régionale. 

### Ministre régionale
Le 18 juillet 2019, elle devient ministre de la Mobilité, des Travaux publics et de la Sécurité routière dans le gouvernement bruxellois dirigé par Rudi Vervoort. Elle est la « numéro 2 » du gouvernement. 
Le plan de mobilité mis en œuvre au sein du gouvernement bruxellois prévoit notamment la création de 40 km de pistes cyclables, la limitation de la vitesse à 30km/h sur la plupart des axes, des transports en commun quasi gratuit pour les jeunes,,. La politique de diminution du trafic routier déplaît à des organisations de défense des automobilistes comme Touring et Mautodéfense qui introduit sans succès, une action en justice,,. Des conflits éclatent également au sein du gouvernement avec ses partenaires de majorité, à propos du nouveau plan taxi ou d'une augmentation des tarifs de stationnement. Dans une interview en septembre 2021 elle affirme que la réduction de la vitesse a rapidement eu un impact positif en réduisant le nombre d'accidents graves et la pollution sonore.
En novembre 2020, elle fait l'objet de menaces de mort sur les réseaux sociaux et porte plainte. Pour cette raison, elle fait l'objet d'une protection policière,. La plainte contre Mautodéfense est classée sans suite le 3 mars 2022.
À l'échelle régionale son plan de mobilité nommé GoodMove provoque des réactions de soutien et d'opposition au sein d'une partie de la population, fin 2022, avec des manifestations de riverains et des pétitions,. À la suite de ces évènements, Elke Van Den Brandt prévoit la poursuite de la mise en œuvre du plan de manière plus participative.

### Commission communautaire
Depuis 2019, elle est également responsable de l'intégration sociale et de la santé au sein de la Commission communautaire commune et présidente du collège de la Commission communautaire flamande chargée du budget, des finances, du bien-être, de la garde d'enfants et de la politique urbaine.

## Carrière politique
- 2009-2014: Députée au Parlement Bruxellois
- 2014-2019: Députée au Parlement Flamand
- 2018-2019: Conseillère Communale à Ganshoren
- 2019- : Ministre bruxelloise de la Mobilité, des Travaux publics et de la Sécurité routière.

## Distinctions
- Commandeur de l'ordre de Léopold (2024)[26]
  - Chevalier le 27 mai 2019[27]
- Prix de la Promotion du vélo décerné par l'Ambassade cycliste du Danemark en 2021[28]